# Coyote Acres
Coyote Acres è un census-designated place degli Stati Uniti d'America situato nella contea di Jim Wells dello Stato del Texas.
La popolazione era di 508 persone al censimento del 2010.

## Geografia fisica
Coyote Acres è situata a 27°43′21″N 98°08′03″W (27.722475, -98.134288).
Secondo lo United States Census Bureau, ha un'area totale di 5,1 miglia quadrate (13 km²).

## Società

### Evoluzione demografica
Secondo il censimento del 2000, c'erano 389 persone, 109 nuclei familiari e 92 famiglie residenti nella città. La densità di popolazione era di 76,2 persone per miglio quadrato (29,4/km²). C'erano 113 unità abitative a una densità media di 22,1 per miglio quadrato (8,5/km²). La composizione etnica della città era formata dal 65,55% di bianchi, lo 0,77% di afroamericani, il 32,90% di altre razze, e lo 0,77% di due o più etnie. Ispanici o latinos di qualunque razza erano l'86,63% della popolazione.
C'erano 109 nuclei familiari di cui il 45,9% aveva figli di età inferiore ai 18 anni, il 60,6% aveva coppie sposate conviventi, il 20,2% aveva un capofamiglia femmina senza marito, e il 14,7% erano non-famiglie. L'11,0% di tutti i nuclei familiari erano individuali e l'1,8% aveva componenti con un'età di 65 anni o più che vivevano da soli. Il numero di componenti medio di un nucleo familiare era di 3,57 e quello di una famiglia era di 3,83.
La popolazione era composta dal 37,5% di persone sotto i 18 anni, l'11,1% di persone dai 18 ai 24 anni, il 25,2% di persone dai 25 ai 44 anni, il 20,6% di persone dai 45 ai 64 anni, e il 5,7% di persone di 65 anni o più. L'età media era di 26 anni. Per ogni 100 femmine c'erano 105,8 maschi. Per ogni 100 femmine dai 18 anni in giù, c'erano 102,5 maschi.
Il reddito medio di un nucleo familiare era di 19.250 dollari e quello di una famiglia era di 14.083 dollari. I maschi avevano un reddito medio di 26.518 dollari contro i 12.083 dollari delle femmine. Il reddito pro capite era di 6.709 dollari. Circa il 45,8% delle famiglie e il 57,3% della popolazione erano sotto la soglia di povertà, incluso il 69,4% di persone sotto i 18 anni enessuno di 65 anni o più.